# Concord (hrabstwo Essex)
Concord – jednostka osadnicza w Stanach Zjednoczonych, w stanie Vermont, w hrabstwie Essex.